# 阿图瓦地区普龙维尔
阿图瓦地区普龙维尔（法語：Pronville-en-Artois，法語發音：[pʁɔ̃vil ɑ̃.n‿aʁtwa]；2017年之前名为普龙维尔 (Pronville)）是法国上法蘭西大區加来海峡省的一个市镇，属于阿拉斯区。

## 地理
阿图瓦地区普龙维尔（50°10'28"N, 3°0'10"E）面积6.09 平方千米，位于法国上法蘭西大區加来海峡省，该省份为法国北部沿海省份，西北濒北海，南至索姆省，东临北部省。
与阿图瓦地区普龙维尔接壤的市镇（或旧市镇、城区）包括：比西、杜瓦尼、博梅莱康布雷、阿图瓦地区安希、凯昂。
阿图瓦地区普龙维尔的时区为UTC+01:00、UTC+02:00（夏令时）。

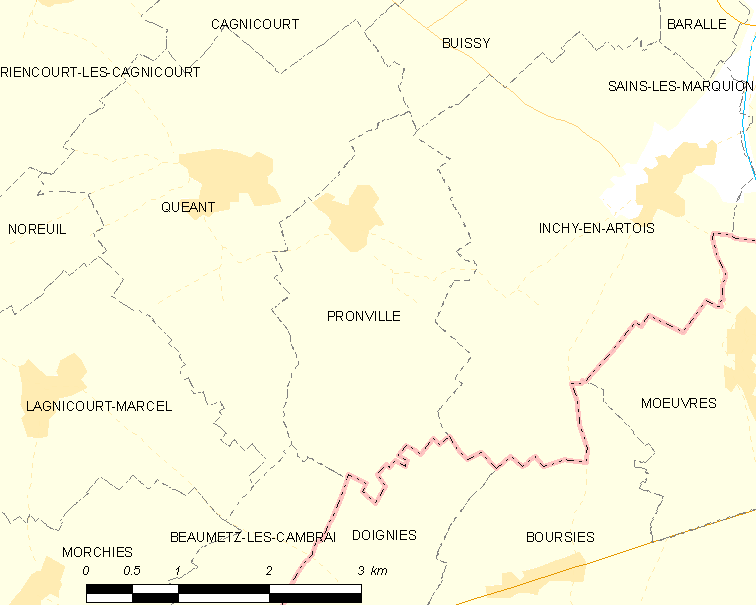
阿图瓦地区普龙维尔的OSM定位图

## 行政
阿图瓦地区普龙维尔的邮政编码为62860，INSEE市镇编码为62671。

## 政治
阿图瓦地区普龙维尔所属的省级选区为巴波姆县。

## 人口

1962-2008年间阿图瓦地区普龙维尔人口变化图示

阿图瓦地区普龙维尔于2022年1月1日时的人口数量为308人。